# گمینا کورونووو
گمینا کورونووو (به لهستانی:  Gmina Koronowo) یک گمینا در لهستان است که در شهرستان بیدگوشچ واقع شده‌است. گمینا کورونووو ۴۱۱٫۷ کیلومتر مربع مساحت و ۲۳٬۲۲۹ نفر جمعیت دارد.

## خواهرخوانده
شهر اسپینتولی خواهرخواندهٔ گمینا کورونووو هست.